# Диптерус
Диптерус (лат. Dipterus, від грец. δίς dís — «два» та грец. πτερόν pteron — «крило») — рід вимерлих лопатеперих риб. Існував у верхньому девоні (364,7-360,7 млн років тому).

## Опис
Мешкав в прісноводних водоймах і був широко поширений. Його викопні рештки виявлено в Європі, Північній Америці та Австралії. Найчастіше знаходять зубні пластинки, характерні для дводишних риб.
Рід був встановлений Адамом Седжвіком та Родеріком Мерчісоном у 1828 році. Диптерус був одним із перших двоякодишних, описаних наукою.
Назва пов'язана з тим, що ці риби мали як зяброве, так і легеневе дихання. Зовні диптерус нагадував примітивних лопатеперих риб. Тіло веретеноподібне, завдовжки 7–30 см, голова — сплощена. Шкіра була вкрита космоїдною лускою, а голова — суцільним роговим щитом. Зубні пластинки верхньої та нижньої щелеп були птеригоїдного (крилоподібного) типу, з 10–12 горбкуватими гребенями.
Хвостовий плавець мав гетероцеркальну будову, а спинних плавців було два — на відміну від сучасних дводишних, у яких спинний, анальний і хвостовий плавці злиті в один.

## Класифікація
Відомі такі види:
- D. macropterus Траквайр, 1888 — нижній древній червоний пісковик Шотландії
- ?D. marginalis Агассіз, 1845 — девон Леніградської області, Росії
- ?D. radiatus (Ейхвальд, 1844) — девон Леніградської області, Росія
- ?D. serratus (Ейхвальд, 1844) — ейфельський вік Латвії, Естонії та Леніградської області, Росія
- D. valenciennesi Седжвік і Мерчисон, 1828 (типовий вид) — нижній старий червоний пісковик Шотландії, зокрема Оркнейських островів, можливо, Oberer Plattenkalk у Німеччині[6]

Описано також багато інших видів із Європи та Північної Америки, які ґрунтуються на ізольованих зубних пластинах, але через фрагментарний характер решток їхня точна таксономічна належність залишається невизначеною.